# La Madeleine
La Madeleine är en kommun i departementet Nord i regionen Hauts-de-France i norra Frankrike. Kommunen ligger i kantonen Lille-Nord som tillhör arrondissementet Lille. År 2022 hade La Madeleine 22 161 invånare.

## Befolkningsutveckling
Antalet invånare i kommunen La Madeleine
| Referens: INSEE |